# Lajos Homonnai
Lajos Homonnai (Boedapest, 2 mei 1904- ?) was een Hongaars waterpolospeler.
Lajos Homonnai nam als waterpoloër succesvol deel aan de Olympische Spelen van 1924. In 1924 speelde hij drie wedstrijden, het Hongaarse team werd zevende.
In zijn actieve tijd was hij aangesloten bij II. kerületi TVE uit Boedapest.
Hij is de broer van Márton Homonnai (waterpolo OS 1924, 1928, 1932, 1936) en oom van Katalin Szőke (zwemmer OS 1952 en OS 1956).
István Barta · 
Tibor Fazekas · 
Lajos Homonnai · 
Márton Homonnai · 
Alajos Keserű · 
Ferenc Keserű · 
József Vértesy · 
János Wenk